# (34051) 2000 OK37
2000 OK37 (asteroide 34051) é um asteroide da cintura principal. Possui uma excentricidade de 0.21527180 e uma inclinação de 12.81663º.
Este asteroide foi descoberto no dia 30 de julho de 2000 por LINEAR em Socorro.